# Países Bajos en los Juegos Olímpicos de Tokio 1964
Los Países Bajos estuvieron representados en los Juegos Olímpicos de Tokio 1964 por un total de 125 deportistas que compitieron en 12 deportes.  
El portador de la bandera en la ceremonia de apertura fue el yudoca Anton Geesink.

## Medallistas
El equipo olímpico neerlandés obtuvo las siguientes medallas:
| Nombre                                                                                       | Deporte           | Competición                |
| -------------------------------------------------------------------------------------------- | ----------------- | -------------------------- |
| Oro                                                                                          |                   |                            |
| Bart Zoet Johannes Pieterse Evert Dolman Gerben Karstens                                     | Ciclismo en ruta  | Ruta por eqs. M            |
| Anton Geesink                                                                                | Judo              | Categoría abierta M        |
| Plata                                                                                        |                   |                            |
| Ada Kok                                                                                      | Natación          | 100 m mariposa F           |
| Kornelia Winkel Klenie Bimolt Ada Kok Erica Terpstra                                         | Natación          | 4 × 100 m estilos F        |
| Antonius Geurts Paul Hoekstra                                                                | Piragüismo        | K2 1000 m M                |
| Steven Blaisse Ernst Veenemans                                                               | Remo              | Dos sin timonel (M2-) M    |
| Bronce                                                                                       |                   |                            |
| Cornelis Schuuring Hendrik Cornelisse Gerard Koel Jacob Oudkerk                              | Ciclismo en pista | Persecución por eqs. M     |
| Wilhelmina van Weerdenburg Erica Terpstra Pauline van der Wildt Toos Beumer                  | Natación          | 4 × 100 m libre F          |
| Jan Justus Bos Erik Hartsuiker Herman Rouwé                                                  | Remo              | Dos con timonel (M2+) M    |
| Jan van de Graaff Robert van de Graaf Marius Klumperbeek Alex Mullink Frederik van de Graaff | Remo              | Cuatro con timonel (M4+) M |